# Mori Building Digital Art Museum: EPSON teamLab Borderless
Das Mori Building Digital Art Museum: EPSON teamLab Borderless ist ein japanisches Museum für digitale Kunst in Odaiba (お台場), einem Stadtteil von Tokio.

## Museum
Das Digital Art Museum eröffnete am 21. Juni 2018 auf Odaiba, der durch Landgewinnung entstandenen künstlichen Insel in der Tokio-Bucht. Es ist in der zweiten Etage des Einkaufszentrums Palette Towns untergebracht und wird gemeinsam von der Mori Building Group und der Künstlervereinigung teamLab (チームラボ) betrieben. teamLab ist eine 2001 von Toshiyuki Inoki gegründete, interdisziplinäre Künstlervereinigung, die aus über einhundert Künstlern, Programmierern, Ingenieuren, 3D-Animatoren, Mathematikern und Architekten besteht und die ihre Mitglieder als Ultratechnologen bezeichnet. Ihren Durchbruch hatte teamLab 2011, als der Künstler Takashi Murakami sie einlud, in der Kaikai Kiki Gallery in Taipeh einige ihrer Installationen vorzustellen.
teamLab kreiert dreidimensionale Kunstwerke mit digitaler Technologie. Inzwischen wurden ihre Installationen bereits in vielen Ländern ausgestellt, es gibt sie beispielsweise im Amos Rex Kunstmuseum von Helsinki, und ein Digital Art Museum mit ihren Installationen ist laut teamLab für 2026 in Hamburgs HafenCity geplant.
Noch im Jahr 2018 wurde festgestellt, dass das Digital Art Museum bei allen Altersgruppen beliebt ist und einer von drei Besuchern aus dem Ausland kommt. Schon fünf Monate nach der Eröffnung konnte die millionste Besucherin begrüßt werden. Innerhalb des ersten Jahres nach Eröffnung konnte das Museum über 2,3 Millionen Besucher empfangen.

## Ausstellung

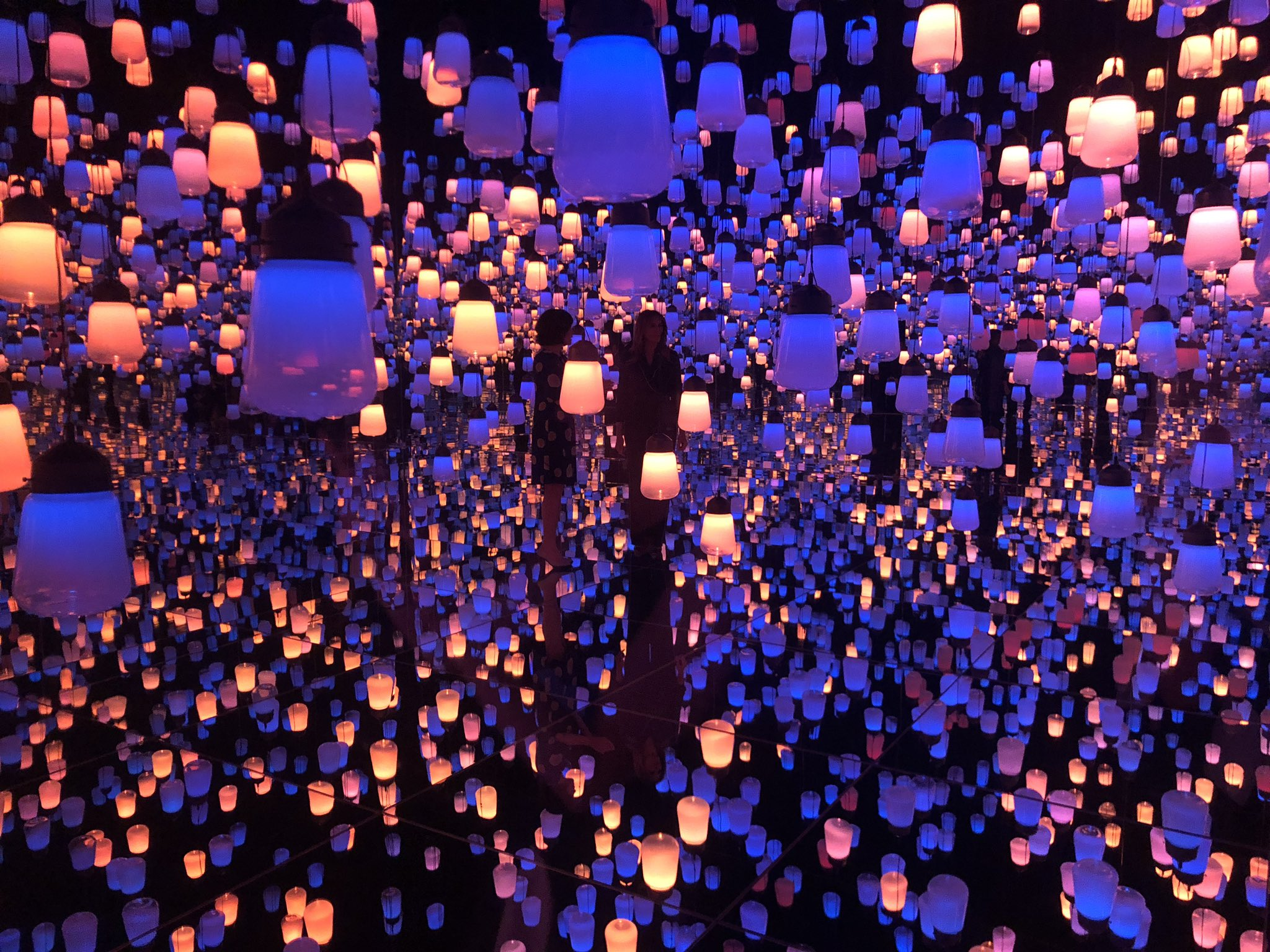
teamlab Installation Forest of Lamps

Im Mori Building Digital Art Museum: EPSON teamLab Borderless wird auf 10 000 Quadratmetern mithilfe von 520 Computern und 470 Projektoren eine Welt kreiert, die alle fünf Sinne stimulieren soll. Es werden 50 digitale Kunstwerke gezeigt.
Das Museum ist in fünf große Sektionen geteilt: Borderless World, Athletics Forest, Future Park, Forest of Lamps und En Tea House (deutsch Grenzenlose Welt, Athletik-Wald, Zukunftspark, Wald der Lampen und En-Tee-Haus). Davon ist Borderless World die größte Sektion. Die Besucher sind in der gesamten Ausstellung aufgefordert, selbst die Richtung zu wählen, in der sie sich bewegen wollen, um die digitalen Installationen zu erleben. Auf Hinweisschilder ist deshalb bewusst verzichtet worden.
Die meisten Kunstwerke sind so angelegt, dass sie von den Besuchern berührt, unterbrochen oder verändert werden können. Einige Kunstwerke können sogar innerhalb der verschiedenen Räume bewegt werden, deshalb auch die Bezeichnung borderless (deutsch: ohne Grenzen).
Etwa beim Kunstwerk Forest of Flowers and People (Wald aus Blumen und Menschen) lassen sich Blumen zu verschiedenen Jahreszeiten beobachten und der Untergrund, auf dem sie wachsen, bewegt sich langsam. Das Blühen und Welken der Blumen kann durch die Bewegung des Betrachtenden gesteuert werden. Steht man still, scheint alles besser zu gedeihen, wenn Blumen aber berührt oder auf sie getreten wird, verwelken sie schneller.
Die Künstlervereinigung teamLab stellt ihr Konzept so dar:
„With interactive artworks the viewer’s actions and behaviour can decide the artwork at any particular moment. The border line between the artwork and the viewer has become more ambiguous. The viewer has become a part of the artwork itself. A particular moment in an artwork is determined by the presence and behaviour of the viewers, blurring the boundary between viewers and artworks.“
(„Bei interaktiven Kunstwerken können die Aktivitäten und das Verhalten des Betrachters das Kunstwerk zu jedem Zeitpunkt neu definieren. Die Grenzlinie zwischen Kunstwerk und Betrachter verschwimmt. Der Betrachter wird selbst Teil des Kunstwerks. Ein konkreter Moment in einem Kunstwerk wird durch die Anwesenheit und das Verhalten des Betrachters definiert, so verwischt sich die Grenze zwischen Betrachter und Kunstwerk.“)